# Ingelin Røssland
Ingelin Røssland, född den 19 februari 1976, är en norsk författare och journalist. Hon växte upp på Tysnes i Hordaland, flyttade till Sverige 2009 och bor på Lidingö utanför Stockholm. Røssland debuterade 1998 med ungdomsromanen Viss du vil. Røsslands böcker finns på norska, engelska, tyska, franska och färöiska.

## Priser och utmärkelser
- 2008: IBBY Honour List
- 2007: Guro Sandsdalens litteraturpris
- 2007: Sigmund Skard-stipendet
- 2007: UPrisen för Handgranateple
- 2006: Sunnmørspriset för Handgranateple